# Astragalus krascheninnikovii
Astragalus krascheninnikovii är en ärtväxtart som beskrevs av Rudolf V. Kamelin. Astragalus krascheninnikovii ingår i släktet vedlar, och familjen ärtväxter. Inga underarter finns listade i Catalogue of Life.